# Joseph Franz von Allioli
Joseph Franz von Allioli (Sulzbach, 1793 – Augusta, 1873) è stato un biblista tedesco.
Sacerdote di origini piemontesi, insegnò esegesi a Landshut (1821) e a Monaco (1826-1835).
Canonico a Ratisbona, fu deputato al Landtag (1850-1853)

## Opere
- "Aphorismen Über den Zusammenhang der heiligen Schrift Alten und Neuen Testaments, aus der Idee des Reichs Gottes" (Ratisbon 1819)
- "Häusliche Alterthümer der Hebräer nebst biblischer Geographie" (1821)
- "Biblische Alterthümer" (Landshut, 1825)
- "Handbuch der biblischen Alterthumskunde" (in cooperaione con Grätz e Haneberg, Landshut, 1843-44)
- "Übersetzung der heiligen Schriften Alten und Neuen Testaments, aus der Vulgata, mit Bezug auf den Grundtext, neu übersetzt und mit kurzen Anmerkungen erläutert, dritte Auflage von Allioli umgearbeitet" (6 vols., Nürnberg, 1830-35). Questo lavoro ha ricevuto l'approvazione papale, 11 maggio, 1830.